# San Giorgio di Piano
San Giorgio di Piano – miejscowość i gmina we Włoszech, w regionie Emilia-Romania, w prowincji Bolonia.
Według danych na styczeń 2009 gminę zamieszkiwało 8150 osób przy gęstości zaludnienia 267,2 os./1 km².